# Колодіївський заказник
Колоді́ївський зака́зник — ботанічний заказник місцевого значення. Об'єкт розташований на території Маневицького району Волинської області, ДП «Маневицькие ЛГ», Вовчецьке лісництво, квартал 8, виділ 3. 
Площа — 9,5 га, статус отриманий у 1980 році.
Охороняється ділянка соснового лісу віком близько 90 років, у трав'яному ярусі зростають безщитник жіночий, щитник чоловічий, орляк звичайний, дикран віничний, зозулин льон звичайний, сфагнум, багно звичайне, хвощ лісовий, ожика волосиста, веснівка дволиста, квасениця звичайна, журавлина болотна, чорниця, буяхи. Трапляється рідкісний вид – осока тонкокореневищна, занесена до Червоної книги України.